# Geokichla schistacea
El zorzal pizarroso (Geokichla schistacea) es una especie de ave paseriforme de la familia Turdidae endémica de las islas Tanimbar, en Indonesia. 